# Nagybánhegyes
Nagybánhegyes (în slovacă Slovenský Bánhedeš) este un sat în districtul Mezőkovácsháza, județul Békés, Ungaria, având o populație de 1.365 de locuitori (2011).

## Demografie
Componența etnică a satului Nagybánhegyes
     Maghiari (82,9%)
     Slovaci (15,36%)
     Necunoscut (0,29%)
     Alții (1,46%)
Componența confesională a satului Nagybánhegyes
     Romano-catolici (28,94%)
     Luterani (22,34%)
     Reformați (13,92%)
     Fără religie (9,52%)
     Necunoscută (24,54%)
     Alte religii (1,1%)
Conform recensământului din 2011, satul Nagybánhegyes avea 1.365 de locuitori. Din punct de vedere etnic, majoritatea locuitorilor (82,9%) erau maghiari, cu o minoritate de slovaci (15,36%). Apartenența etnică nu este cunoscută în cazul a 0,29% din locuitori. Nu există o religie majoritară, locuitorii fiind romano-catolici (28,94%), luterani (22,34%), reformați (13,92%) și persoane fără religie (9,52%). Pentru 24,54% din locuitori nu este cunoscută apartenența confesională.